# Obstetrie- en gynaecologieverpleegkundige
Een obstetrie- en gynaecologieverpleegkundige (o&g-verpleegkundige) of kraamverpleegkundige is een verpleegkundige met een vervolgopleiding die zwangeren, barende en pasgeborenen verpleegt en begeleidt.

## Functie

### Werkveld
Een obstetrie- en gynaecologieverpleegkundige is meestal werkzaam op de afdeling obstetrie (kraamafdeling) en gynaecologie van een ziekenhuis of een privékliniek.

### Taken

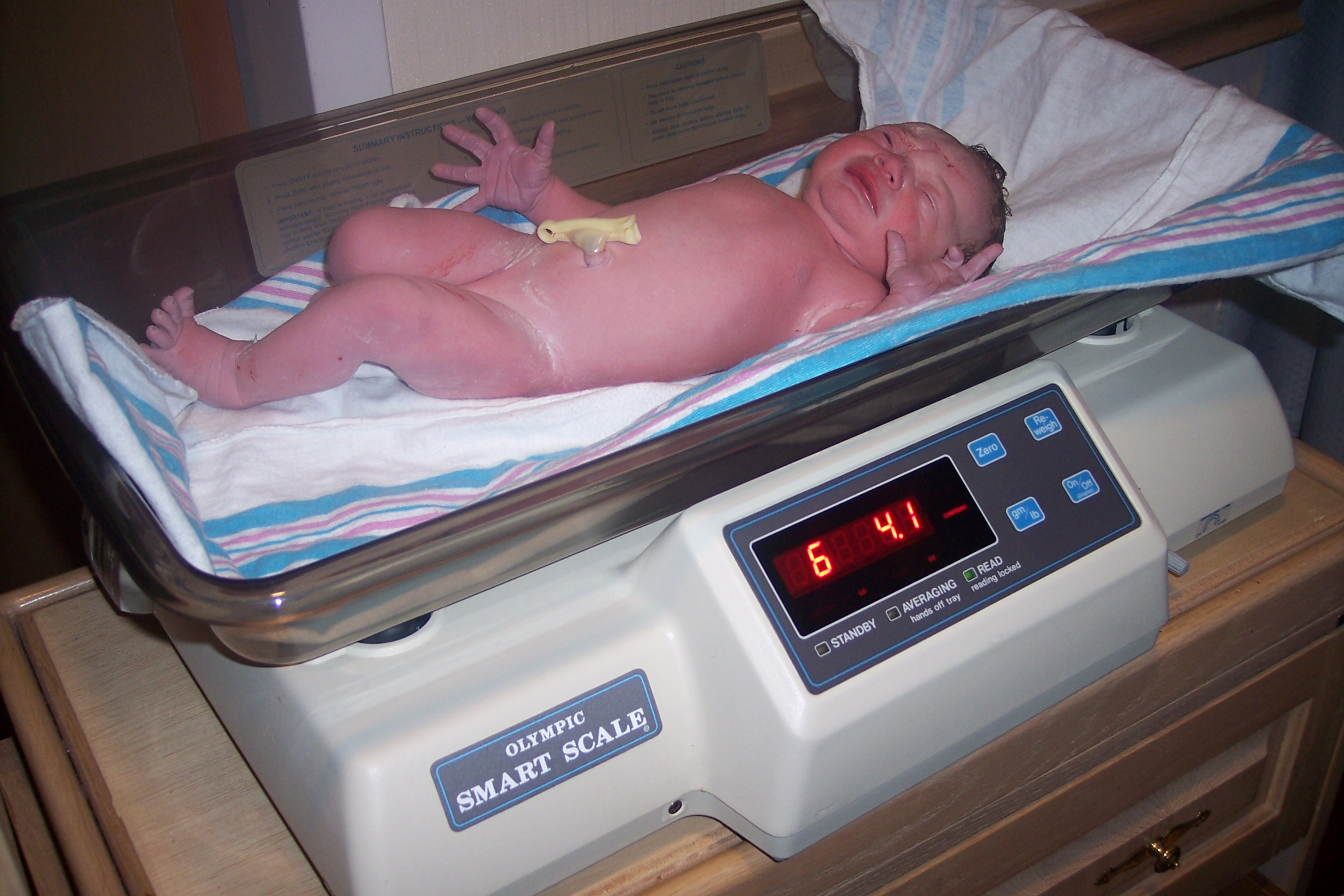
Het wegen van de pasgeborene is een van de taken rondom de verzorging.

Voorbeelden van taken van een obstetrie- en gynaecologieverpleegkundige:
- het assisteren van de gynaecoloog of verloskundige tijdens een bevalling.
- het begeleiden van de zwangere en indien mogelijk haar partner tijdens de bevalling.
- verzorgen en verplegen van de pasgeborene en zwangere.
- voorlichting geven aan de ouder(s) over de verzorging van de pasgeborene.
- specifieke zorg bieden aan een pathologisch zwangerschap, zoals hyperemesis gravidarum, diabetes gravidarum enz.
- zorg rondom overlijden bij bijvoorbeeld een doodgeboren kind of overleden moeder t.g.v. de zwangerschap.
- een obsterie- en gynaecologieverpleegkundige dient de tijd van de bevalling in de gaten te houden.

## Opleiding

### Nederland
In Nederland dient men te beschikken over het diploma verpleegkunde, waarna men de 1-jarige opleiding tot obstetrie- en gynaecologieverpleegkundige kan starten.
Lijst van verpleegkundige specialisaties · portaal · afbeeldingen